# Richard Giesen (Diplomat)
Richard Johannes Giesen (* 12. April 1933 in Krefeld) ist ein deutscher Jurist, Verwaltungsbeamter und Diplomat. 

## Leben
Giesen studierte Rechtswissenschaft an der Rheinischen Friedrich-Wilhelms-Universität Bonn und legte seine erste und zweite juristische Staatsprüfung ab. 1961 trat er in den Auswärtigen Dienst der Bundesrepublik Deutschland ein. 1967 wurde er mit der Arbeit Die Auswirkungen des Beitritts Großbritanniens zur Europäischen Wirtschaftsgemeinschaft auf das britische Verfassungsrecht an der Universität Bonn zum Doktor der Rechte promoviert.
Nach seiner Ausbildung zum Attaché war Giesen in der politischen Abteilung des Auswärtigen Amtes (China Ostasien) tätig. Von 1964 bis 1966 war er als Legationsrat bei der Botschaft der Bundesrepublik Deutschland in Nikosia, Zypern. Von 1966 bis 1970 war er in der Rechtsabteilung des Auswärtigen Amtes (Verwaltungsrecht) tätig und wurde 1970 Pressereferent (Botschaftsrat) an der deutschen Botschaft in Athen. 1973 wurde Giesen Botschaftsrat für Wirtschaft und Entwicklungshilfe in Addis Abeba. 1977 arbeitete er in der Kulturabteilung des Auswärtigen Amtes. Nach Engagement bei dem NATO Defence College in Rom war Giesen von 1979 bis 1982 Referent für Außen- und Sicherheitspolitik der CSU-Landesgruppe im Deutschen Bundestag. 1982 bis 1983 arbeitete Giesen in der Rechtsabteilung des Auswärtigen Amtes (Seerecht). 1984 nahm er an einem Kursus des Royal College of Defence Studies in London teil. Von 1985 bis 1989 arbeitete Giesen als Pressereferent der deutschen NATO-Vertretung in Brüssel. 1989 nahm Giesen teil an einem Kursus der Bundesakademie für Sicherheitspolitik. 1989 bis 1991 war Giesen Generalkonsul in Kalkutta.
Giesen war von 1991 bis 1998 Deutscher Botschafter in El Salvador. Zudem war er Beobachter bei der Organisation der Zentralamerikanischen Staaten (ODECA) mit Sitz in San Salvador.
Nach seiner Pensionierung 1998 studierte Giesen von 1999 bis 2001 am Institut für Kanonisches Recht der Katholisch-Theologischen Fakultät der Universität Münster und erlangte das Lizentiat für Kirchenrecht.
Giesen lebt in Wachtberg-Niederbachem. Er ist seit 1952 Mitglied der katholischen Studentenverbindung KDStV Bavaria Bonn im Cartellverband. Giesen ist Hauptmann der Reserve (PzGren).
Richard Giesen ist der Bruder des ehemaligen Sächsischen Datenschutzbeauftragten Thomas Giesen und Vater des Rechtswissenschaftlers Richard Giesen.
| Vorgänger        | Amt                                            | Nachfolger         |
| ---------------- | ---------------------------------------------- | ------------------ |
| Joachim Neukirch | Deutscher Botschafter in El Salvador 1991–1998 | Sepp Jürgen Wölker |